# Sparta in het seizoen 1968/69
Het seizoen 1968/1969 was het 15e jaar in het bestaan van de Rotterdamse betaaldvoetbalclub Sparta. De club kwam uit in de Eredivisie en eindigde daarin op de achtste plaats. Tevens deed de club mee aan het toernooi om de KNVB Beker, hierin werd in de halve finale, na een replaywedstrijd, verloren van PSV (1–2).

## Wedstrijdstatistieken

### Eredivisie
|       | ADO   | Ajax  | AZ '67 | DOS   | DWS   | Feijenoord | Fortuna SC | Go Ahead | Holland Sport | GVAV  | MVV   | NAC   | N.E.C. | PSV   | Telstar | FC Twente '65 | Volendam |
| ----- | ----- | ----- | ------ | ----- | ----- | ---------- | ---------- | -------- | ------------- | ----- | ----- | ----- | ------ | ----- | ------- | ------------- | -------- |
| Thuis | 2 – 2 | 0 – 1 | 3 – 1  | 2 – 1 | 3 – 0 | 0 – 1      | 5 – 0      | 3 – 0    | 0 – 0         | 3 – 0 | 1 – 1 | 3 – 3 | 0 – 3  | 2 – 3 | 2 – 0   | 0 – 0         | 1 – 1    |
| Uit   | 0 – 0 | 2 – 1 | 1 – 1  | 0 – 3 | 0 – 0 | 2 – 1      | 0 – 2      | 2 – 1    | 3 – 1         | 1 – 1 | 0 – 0 | 1 – 0 | 0 – 1  | 1 – 1 | 0 – 1   | 2 – 1         | 1 – 0    |

### KNVB Beker
| 1e ronde                                               | SC Drente                               | 0 – 1 (0 – 1)                      | Sparta            |
| 15 september 1968 Plaats: Klazienaveen Mr. Ovingstraat |                                         |                                    | 18' Jan Klijnjan  |
| 2e ronde                                               | Sparta                                  | 2 – 1 (1 – 0)                      | SVV               |
| 10 november 1968 Plaats: Rotterdam Het Kasteel         | Arie van der Sluis 44' Jan Klijnjan 64' |                                    | 69' Aad Koudijzer |
| 3e ronde                                               | Sparta                                  | 3 – 0 (2 – 0)                      | ZFC               |
| 9 maart 1969 Plaats: Rotterdam Het Kasteel             | Miel Pijs 15', 36' Nol Heijerman 83'    |                                    |                   |
| Kwartfinale                                            | D.F.C.                                  | 0 – 1 (0 – 1)                      | Sparta            |
| 20 mei 1969 Plaats: Dordrecht Krommedijk               |                                         |                                    | 86' Nol Heijerman |
| Halve finale                                           | PSV                                     | 1 – 1 (0 – 1, 1 – 1) Na verlenging | Sparta            |
| 4 juni 1969 Plaats: Tilburg Gemeentelijk Sportpark     | Hans Eijkenbroek 80' (e.d.)             |                                    | 9' Stef Walbeek   |
| Halve finale (replay)                                  | PSV                                     | 1 – 0 (1 – 0)                      | Sparta            |
| 8 juni 1969 Plaats: Tilburg Gemeentelijk Sportpark     | Wim van den Dungen 40'                  |                                    |                   |

## Statistieken Sparta 1968/1969

### Eindstand Sparta in de Nederlandse Eredivisie 1968 / 1969
| Stand | Gespeeld | Gewonnen | Gelijk | Verloren | Punten | Doelpunten voor | Doelpunten tegen |
| ----- | -------- | -------- | ------ | -------- | ------ | --------------- | ---------------- |
| 8e    | 34       | 11       | 12     | 11       | 34     | 45              | 33               |

### Topscorers
| #      | Naam              | Goal |
| ------ | ----------------- | ---- |
| 1.     | Jan Klijnjan      | 13   |
| 1.     | Hans Venneker     | 13   |
| 3.     | Nol Heijerman     | 7    |
| 4.     | Jørgen Kristensen | 4    |
| 5.     | Hans Eijkenbroek  | 3    |
| 6.     | Hans Bentzon      | 1    |
| 6.     | Wim Kleinjan      | 1    |
| 6.     | Miel Pijs         | 1    |
| 6.     | Theo van Toledo   | 1    |
| 6.     | Henk Wijs         | 1    |
| Totaal | Totaal            | 45   |

| #      | Naam               | Goal |
| ------ | ------------------ | ---- |
| 1.     | Nol Heijerman      | 2    |
| 1.     | Jan Klijnjan       | 2    |
| 1.     | Miel Pijs          | 2    |
| 4.     | Arie van der Sluis | 1    |
| 4.     | Stef Walbeek       | 1    |
| Totaal | Totaal             | 8    |

## Voetnoten
ADO ·
Ajax ·
AZ '67 ·
DOS ·
DWS ·
Feijenoord ·
Fortuna SC ·
Go Ahead ·
Holland Sport ·
GVAV ·
MVV ·
NAC ·
N.E.C. ·
PSV ·
Sparta ·
Telstar ·
FC Twente '65 ·
Volendam